# Suuri Aittojärvi
Suuri Aittojärvi är en sjö i kommunerna Kuopio (före 2017 Juankoski kommun) och Kaavi i landskapet Norra Savolax i Finland. Sjön ligger 131,1 meter över havet. Den är 6,45 meter djup. Arean är 51 hektar och strandlinjen är 6,81 kilometer lång. Sjön  ingår i Vuoksens huvudavrinningsområde.   Den ligger omkring 55 kilometer nordöst om Kuopio och omkring 380 kilometer nordöst om Helsingfors. 